# فرنسيس هاميلتون ستيوارت
فرنسيس هاميلتون ستيوارت (بالإنجليزية: Francis Hamilton Stuart)‏ هو دبلوماسي أسترالي، ولد في 20 يوليو 1912 في ملبورن في أستراليا، وتوفي في 1 فبراير 2007.